# Дипломатически мисии на Испания
Това е списък на дипломатическите мисии на Испания по целия свят, като единствено не са посочени почетните консулства. Испания разполага с голяма дипломатическа мрежа по целия свят.

## Европа
- Австрия
  - Виена (посолство)
- Албания
  - Тирана (посолство)
- Андора
  - Андора ла Веля (посолство)
- Белгия
  - Брюксел (посолство)
- Босна и Херцеговина
  - Сараево (посолство)
- България
  - София (посолство)
- Ватикан
  - Рим (посолство)
- Великобритания
  - Лондон (посолство)
  - Единбург (генерално консулство)
  - Манчестър (генерално консулство)
- Германия
  - Берлин (посолство)
  - Дюселдорф (генерално консулство)
  - Мюнхен (генерално консулство)
  - Франкфурт (генерално консулство)
  - Хамбург (генерално консулство)
  - Хановер (генерално консулство)
  - Щутгарт (генерално консулство)
- Гърция
  - Атина (посолство)
- Дания
  - Копенхаген (посолство)
- Естония
  - Талин (посолство)
- Ирландия
  - Дъблин (посолство)
- Италия
  - Рим (посолство)
  - Генуа (генерално консулство)
  - Милано (генерално консулство)
  - Неапол (генерално консулство)
- Кипър
  - Никозия (посолство)
- Латвия
  - Рига (посолство)
- Литва
  - Вилнюс (посолство)
- Люксембург
  - Люксембург (посолство)
- Северна Македония
  - Скопие (посолство)
- Малта
  - Валета (посолство)
- Норвегия
  - Осло (посолство)
- Полша
  - Варшава (посолство)
- Португалия
  - Лисабон (посолство)
  - Порто (генерално консулство)
  - Валенса (консулство)
  - Вила Реал де Санто Антонио (консулство)
- Румъния
  - Букурещ (посолство)
- Русия
  - Москва (посолство)
  - Санкт Петербург (генерално консулство)
- Словакия
  - Братислава (посолство)
- Словения
  - Любляна (посолство)
- Сърбия
  - Белград (посолство)
- Украйна
  - Киев (посолство)
- Унгария
  - Будапеща (посолство)
- Финландия
  - Хелзинки (посолство)
- Франция
  - Париж (посолство)
  - Байон (генерално консулство)
  - Бордо (генерално консулство)
  - Лион (генерално консулство)
  - Марсилия (генерално консулство)
  - Монпелие (генерално консулство)
  - По (генерално консулство)
  - Перпинян (генерално консулство)
  - Страсбург (генерално консулство)
  - Тулуза (генерално консулство)
- Нидерландия
  - Хага (посолство)
  - Амстердам (генерално консулство)
- Хърватия
  - Загреб (посолство)
- Чехия
  - Прага (посолство)
- Швейцария
  - Берн (посолство)
  - Женева (генерално консулство)
  - Цюрих (генерално консулство)
- Швеция
  - Стокхолм (посолство)

## Северна Америка
- Гватемала
  - Гватемала (посолство)
- Доминиканска република
  - Санто Доминго (посолство)
- Салвадор
  - Сан Салвадор (посолство)
- Канада
  - Отава (посолство)
  - Монреал (генерално консулство)
  - Торонто (генерално консулство)
- Коста Рика
  - Сан Хосе (посолство)
- Куба
  - Хавана (посолство)
- Мексико
  - Мексико (посолство)
  - Гуадалахара (генерално консулство)
  - Монтерей (генерално консулство)
- Никарагуа
  - Манагуа (посолство)
- Панама
  - Панама (посолство)
- САЩ
  - Вашингтон (посолство)
  - Бостън (генерално консулство)
  - Лос Анджелис (генерално консулство)
  - Маями (генерално консулство)
  - Ню Йорк (генерално консулство)
  - Ню Орлиънс (генерално консулство)
  - Сан Франциско (генерално консулство)
  - Сан Хуан (генерално консулство)
  - Хюстън (генерално консулство)
  - Чикаго (генерално консулство)
- Тринидад и Тобаго
  - Порт ъф Спейн (посолство)
- Хаити
  - Порт о Пренс (посолство)
- Хондурас
  - Тегусигалпа (посолство)
- Ямайка
  - Кингстън (посолство)

## Южна Америка
- Аржентина
  - Буенос Айрес (посолство)
  - Баия Бланка (генерално консулство)
  - Кордоба (генерално консулство)
  - Мендоса (генерално консулство)
  - Росарио (генерално консулство)
- Боливия
  - Ла Пас (посолство)
  - Санта Крус де ла Сиера (генерално консулство)
- Бразилия
  - Бразилия (посолство)
  - Порто Алегре (генерално консулство)
  - Рио де Жанейро (генерално консулство)
  - Салвадор (генерално консулство)
  - Сао Паоло (генерално консулство)
- Венецуела
  - Каракас (посолство)
- Еквадор
  - Кито (посолство)
  - Гуаякил (генерално консулство)
- Колумбия
  - Богота (посолство)
  - Картахена (генерално консулство)
- Парагвай
  - Асунсион (посолство)
- Перу
  - Лима (посолство)
- Уругвай
  - Монтевидео (посолство)
- Чили
  - Сантяго (посолство)

## Африка
- Алжир
  - Алжир (посолство)
  - Оран (генерално консулство)
- Ангола
  - Луанда (посолство)
- Габон
  - Либървил (посолство)
- Гана
  - Акра (посолство)
- Гвинея
  - Конакри (посолство)
- Гвинея-Бисау
  - Бисау (посолство)
- Демократична република Конго
  - Киншаса (посолство)
- Египет
  - Кайро (посолство)
  - Александрия (генерално консулство)
- Екваториална Гвинея
  - Малабо (посолство)
  - Бата (генерално консулство)
- Етиопия
  - Адис Абеба (посолство)
- Зимбабве
  - Хараре (посолство)
- Кабо Верде
  - Прая (посолство)
- Камерун
  - Яунде (посолство)
- Кения
  - Найроби (посолство)
- Кот д'Ивоар
  - Абиджан (посолство)
- Либия
  - Триполи (посолство)
- Мавритания
  - Нуакшот (посолство)
  - Нуадибу (генерално консулство)
- Мали
  - Бамако (посолство)
- Мароко
  - Рабат (посолство)
  - Агадир (генерално консулство)
  - Казабланка (генерално консулство)
  - Надор (генерално консулство)
  - Танжер (генерално консулство)
  - Тетуан (генерално консулство)
  - Лараче (консулство)
- Мозамбик
  - Мапуто (посолство)
- Намибия
  - Виндхук (посолство)
- Нигер
  - Ниамей (посолство)
- Нигерия
  - Абуджа (посолство)
  - Лагос (генерално консулство)
- Сенегал
  - Дакар (посолство)
- Судан
  - Хартум (посолство)
- Танзания
  - Дар ес Салаам (посолство)
- Тунис
  - Тунис (посолство
- ЮАР
  - Претория (посолство)
  - Кейптаун (посолство/генерално консулство)

## Азия
- Афганистан
  - Кабул (посолство)
- Бангладеш
  - Дака (посолство)
- Виетнам
  - Ханой (посолство)
- Израел
  - Тел Авив (посолство)
  - Йерусалим (генерално консулство)
- Индия
  - Ню Делхи (посолство)
  - Мумбай (генерално консулство)
- Индонезия
  - Джакарта (посолство)
- Ирак
  - Багдад (посолство)
- Иран
  - Техеран (посолство)
- Йемен
  - Сана (посолство)
- Йордания
  - Аман (посолство)
- Казахстан
  - Астана (посолство)
- Катар
  - Доха (посолство)
- Китай
  - Пекин (посолство)
  - Гуанджоу (генерално консулство)
  - Хонконг (генерално консулство)
  - Шанхай (генерално консулство)
- Кувейт
  - Кувейт (посолство)
- Ливан
  - Бейрут (посолство)
- Малайзия
  - Куала Лумпур (посолство)
- Обединени арабски емирства
  - Абу Даби (посолство)
- Оман
  - Маскат (посолство)
- Пакистан
  - Исламабад (посолство)
- Саудитска Арабия
  - Рияд (посолство)
- Сингапур
  - Сингапур (посолство)
- Сирия
  - Дамаск (посолство)
- Тайван
  - Тайпе (Испанска търговска камара)
- Тайланд
  - Банкок (посолство)
- Турция
  - Анкара (посолство)
  - Истанбул (генерално консулство)
- Филипини
  - Манила (посолство)
- Южна Корея
  - Сеул (посолство)
- Япония
  - Токио (посолство)

## Окения
- Австралия
  - Канбера (посолство)
  - Мелбърн (генерално консулство)
  - Сидни (генерално консулство)
- Нова Зеландия
  - Уелингтън (посолство)

## Междудържавни организации
- - Адис Абеба – Постоянен наблюдател към Африканския съюз
  - Брюксел – ЕС и НАТО
  - Вашингтон – Постоянен наблюдател към Организация на американските държави
  - Виена – ООН
  - Женева – ООН и други организации
  - Найроби – ООН и други организации
  - Ню Йорк – ООН
  - Париж – Организация за икономическо сътрудничество и развитие и ЮНЕСКО
  - Рим – ФАО
  - Страсбург – Съвет на Европа